# Empuré
Empuré – miejscowość i gmina we Francji, w regionie Nowa Akwitania, w departamencie Charente.
Według danych na rok 1990 gminę zamieszkiwało 113 osób, a gęstość zaludnienia wynosiła 14 osób/km² (wśród 1467 gmin regionu Poitou-Charentes Empuré plasuje się na 878. miejscu pod względem liczby ludności, natomiast pod względem powierzchni na miejscu 937.).